# کلسیم تیتانات
کلسیم تیتانات (به انگلیسی: Calcium titanate) با فرمول شیمیایی CaTiO۳ یک ترکیب شیمیایی با شناسه پاب‌کم ۱۶۲۱۲۳۸۱ است. که جرم مولی آن ۱۳۵٫۹۴۳ g/mol می‌باشد. شکل ظاهری این ترکیب، پودر سفید است.